# 大泊国境線
大泊国境線（おおどまりこっきょうせん）は、かつて樺太に存在した樺太庁道であり、大泊郡大泊町から敷香郡敷香町の北緯50度線を結んでいた。

## 概要
- 総延長 443.6km
- 幅員　最大7.3m、最狭4.5m
- 樺太の東海岸の市町村を結ぶ、樺太の主要道路であった。

## 歴史
- コルサコフよりウラジミロフカを経て東海岸を北上し、北樺太オノールを経てアレクサンドロフスク・サハリンスキーに至る幹線道路としてロシア領時代に建設。

## 経由地
- 豊原支庁
  - 大泊郡大泊町 - 千歳村 - 豊原市 - 豊栄郡豊北村 - 落合町 - 栄浜村 - 白縫村
- 敷香支庁
  - 元泊郡帆寄村 - 元泊村 - 知取町 - 敷香郡泊岸村 - 内路村 - 敷香町

## 接続道路
- 豊原支庁
  - 大泊郡大泊町
    - 大泊中知床岬線
    - 大泊富内線

  - 大泊郡千歳村
    - 新場西能登呂岬線

  - 豊原市
    - 豊原真岡線
    - 豊原留多加線

  - 豊栄郡落合町
    - 落合野田線

  - 豊栄郡栄浜村
    - 栄浜中知床岬線
    - 栄浜山中線

  - 豊栄郡白縫村
    - 真縫久春内線
- 敷香支庁
  - 敷香郡内路村
    - 内路恵須取線
    - 敷香内路線

  - 敷香郡敷香町
    - 敷香上敷香線